# Fischeria aequatorialis
Fischeria aequatorialis är en oleanderväxtart. Fischeria aequatorialis ingår i släktet Fischeria och familjen oleanderväxter.

## Underarter
Arten delas in i följande underarter:
- F. a. aequatorialis
- F. a. cardenasii